# 阿南市科学センター
阿南市科学センター（あなんしかがくセンター、Anan science center）は、徳島県阿南市那賀川町上福井にある科学施設。

## 概要
1997年7月に那賀川町科学センター開館。
1999年2月に天文館開館。
2006年3月平成の大合併により阿南市科学センターに改称。「天文館」は天文台コード（D74）を取得済みである。　　

## 構成

### 天文館
- 113cm反射望遠鏡
- 25cm屈折望遠鏡
- プラネタリウム（デジタル）
- 資料展示

### 体験館
- 大気圧実験装置
- 水ロケット打ち上げ装置
- パスカルの原理実験装置
- エアートラック（等速直線運動実験装置）
- 紙すき体験装置
- 化石コーナー
- おもしろ科学実験コーナー

## アクセス
- 神戸淡路鳴門自動車道鳴門ICから国道11号線 - 国道55号線阿南バイパス方面へ
- 四国旅客鉄道（JR四国）牟岐線 阿波中島駅より車で10分